# Famous Last Words (chanson)
Pour les articles homonymes, voir Famous Last Words.
Singles de My Chemical Romance
Welcome to the Black Parade
(2006) I Don't Love You
(2007)
Famous Last Words est une chanson du groupe de rock alternatif My Chemical Romance. Il s'agit du second single de leur troisième album, The Black Parade.

## Clip vidéo
La vidéo de Famous Last Words est réalisée par Samuel Bayer et filmée avant même que le groupe ait nommé la chanson. Le clip montre My Chemical Romance en habits Black Parade jouant devant de grandes flammes. Tous les membres de The Black Parade abandonnent le groupe, et il semble être dans un état désespéré. Gerard Way est particulièrement rude, et il semble presque mort ou alors très malade à cause du maquillage qu'il porte, en particulier autour des yeux. Ce maquillage est similaire à celui porté par « le patient » dans la vidéo Welcome to the Black Parade (les deux clips se suivent). 
Bien que cette vidéo soit d'un concept assez basique par rapport aux vidéos précédentes, elle est considérée par les fans comme étant de loin l'une des plus sombres vidéos du groupe. Dans une interview, Gerard Way dit qu'il a été écrit à « la période la plus sombre dans la carrière de ce groupe. » À la fin de la vidéo, le drapeau de la vidéo de Welcome to the Black Parade est en train de brûler.

## Certifications
| Pays              | Certification | Unités certifiées |
| ----------------- | ------------- | ----------------- |
| États-Unis (RIAA) | Platine       | 1 000 000         |
| Royaume-Uni (BPI) | Argent        | 200 000           |